# Gala flagowa

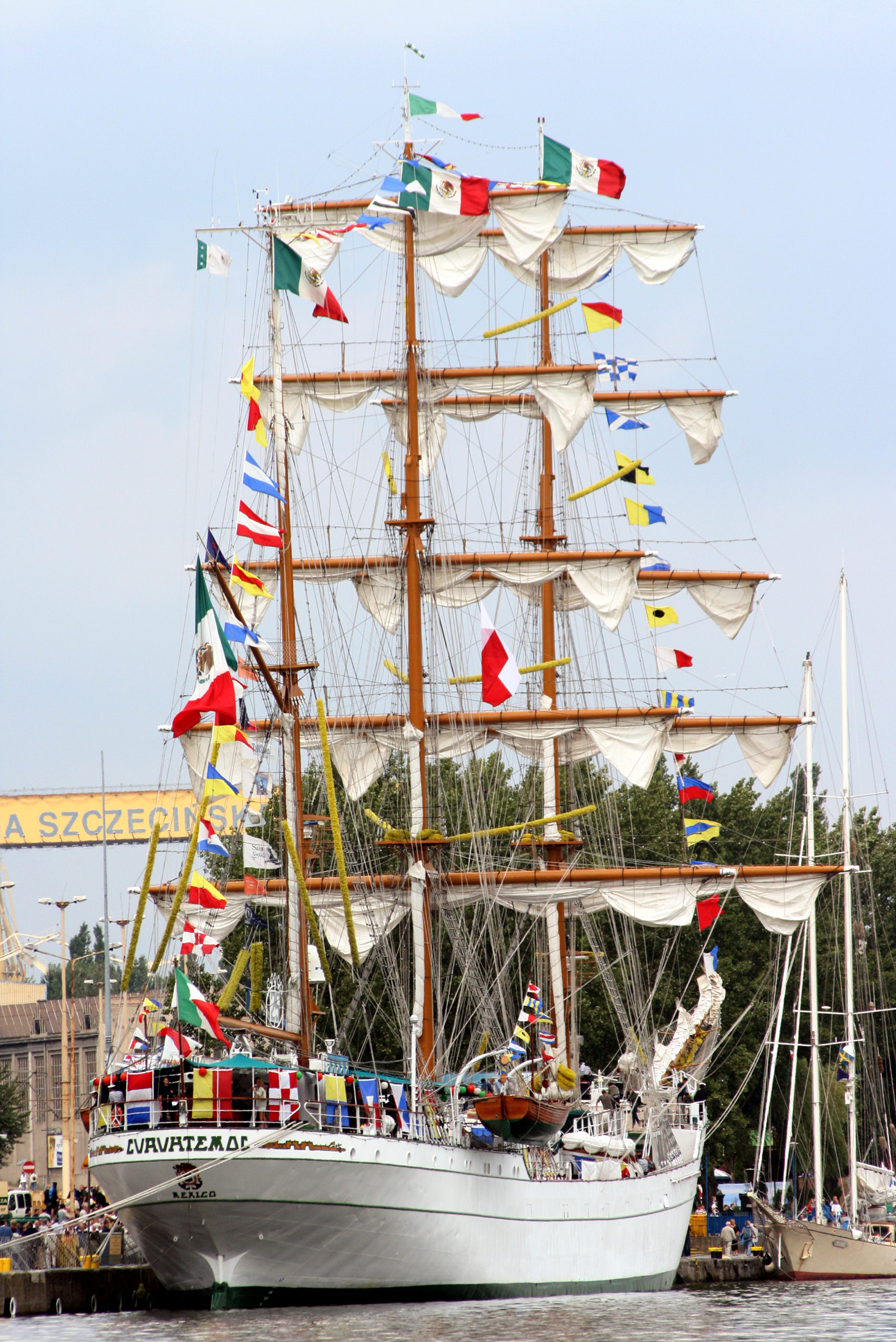
Wielka gala flagowa na barku szkolnym ARM Cuauhtémoc

Gala flagowa, gala banderowa – ceremoniał polegający na dekoracji statków (przede wszystkim morskich) za pomocą bander, proporców i flag międzynarodowego kodu sygnałowego w dni szczególnie uroczyste lub podczas oficjalnej wizyty w portach obcych.

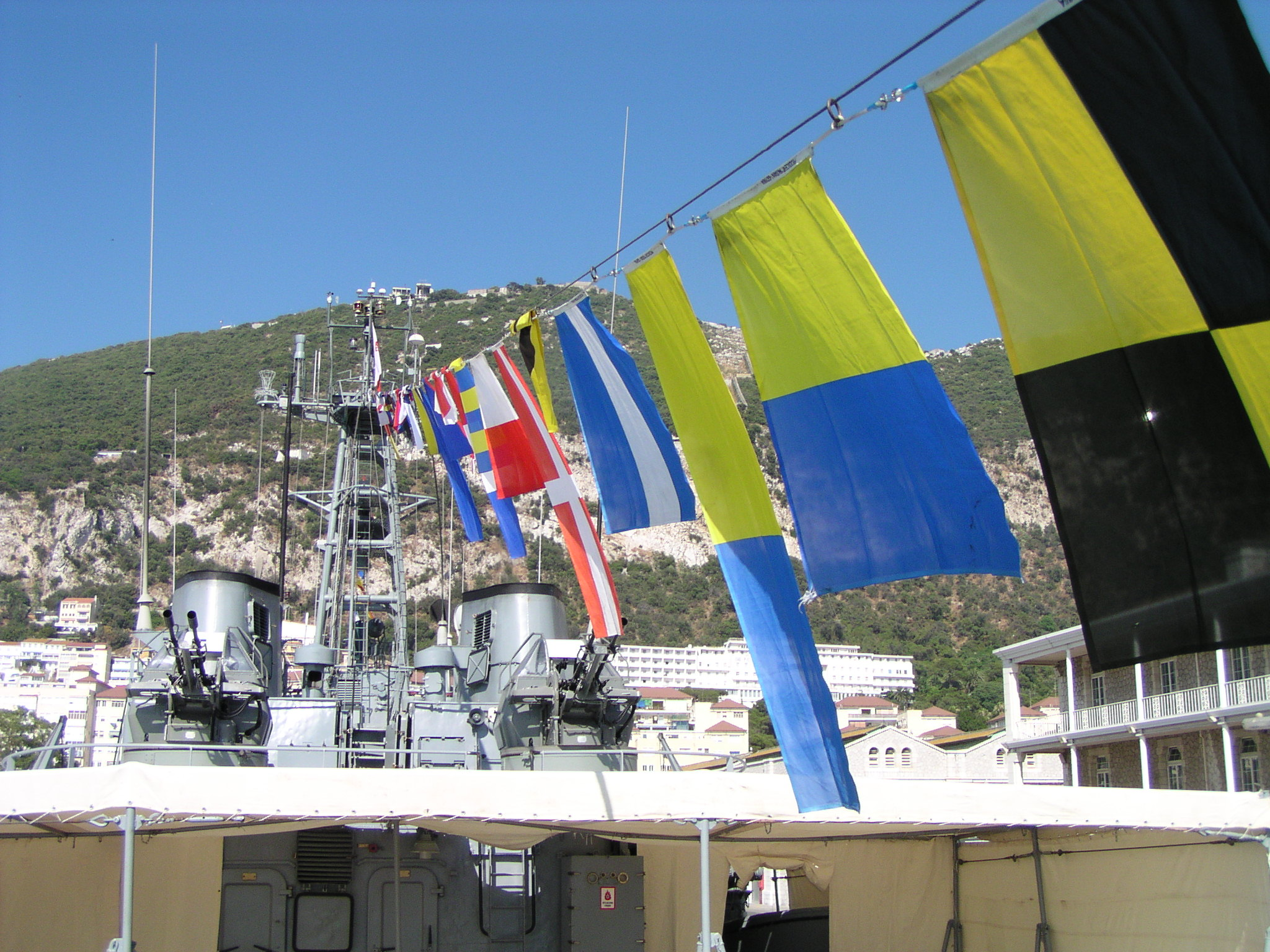
Wielka gala banderowa na okręcie wojennym.

## Kolejność flag Międzynarodowego Kodu Sygnałowego
Flagi MKS użyte do dekoracji spięte są ze sobą w określonej kolejności, jednak istnieje wiele wariantów:
- wersja najczęściej występująca w polskiej literaturze żeglarskiej:

Flaga kodu i odpowiedzi, AB1, CD2, EF3, GH4, IJ5, KL6, MN7, OP8, QR9, ST0(zero), UW 1-sza zastępcza, VX 2-ga zastępcza, YZ 3-cia zastępcza.
- wersja stosowana do w USA:

AB2, UJ1, KE3, GH6, IV5, FL4, DM7, PO 3-cia zastępcza, RN 1-sza zastępcza, ST0(zero), CX9, WQ8, ZY 2-ga zastępcza.

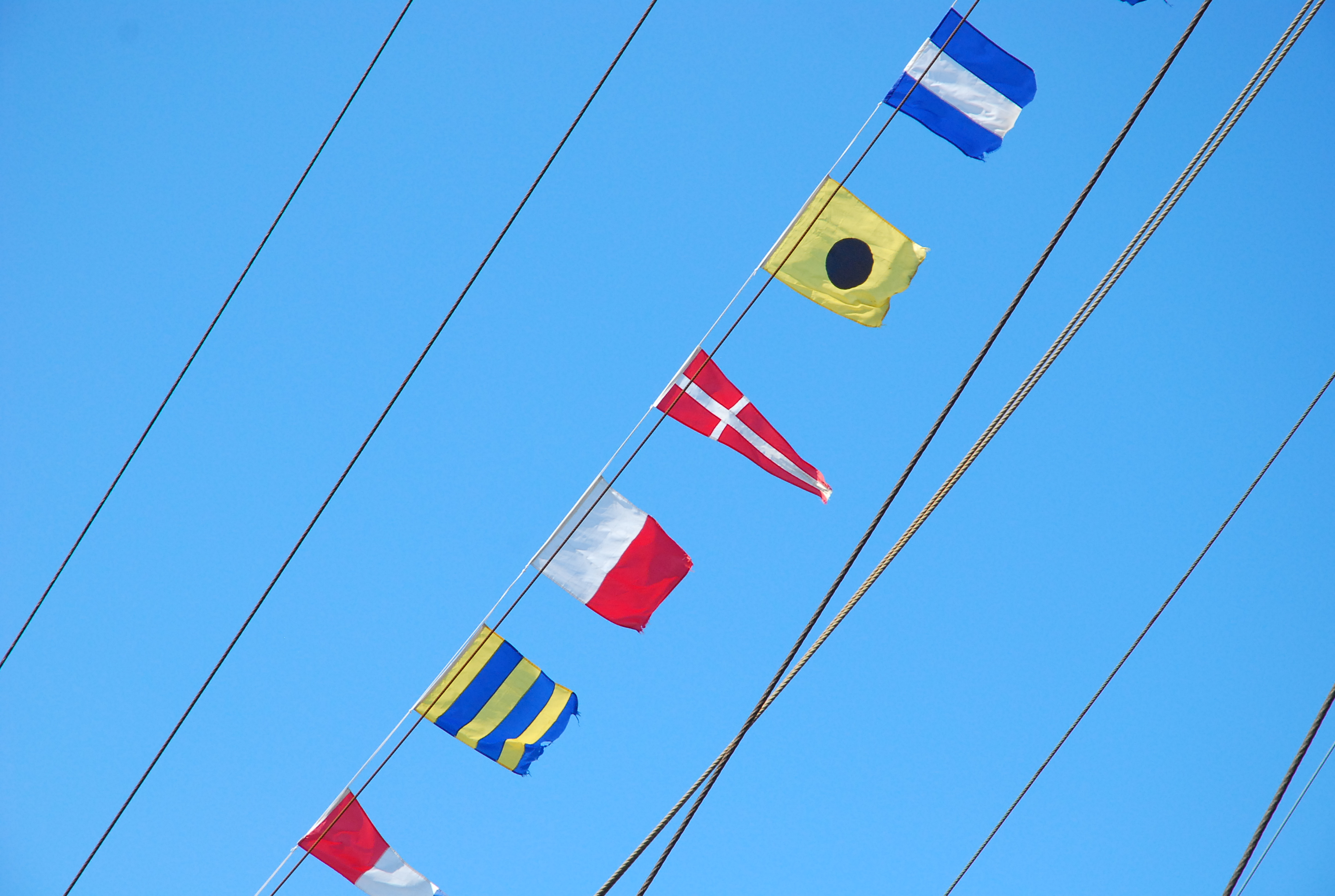
Flagi MKS podczas gali banderowej (wersja 2)
na niemieckim żaglowcu 'Roald Amundsen'
patrząc od dołu z lewej do góry w prawo: 3GH4IJ

- wersja przypisywana RYA (Wielka Brytania):

E – Q – 3 – G – 8 – Z – 4 – W – 6 – P – 1 – I – flaga kodu i odpowiedzi – T – Y – B – X – 1-sza zastępcza – H – 3-cia zastępcza – D – F – 2-ga zastępcza – U – A – O – M – R – 2 – J – zero – N – 9 – K – 7 – V – 5 – L – C – S
- wersja szwedzka:

ABC1, DEF2, GHI3, JKL4, MNO5, PQR6, STU7, VWX8, YZ90.
- wersja włoska:

2-ga zastępcza – Y – W – U – S – 6 – Q – O – M – 4 – K – I – G – 2 – E – C – A – 1 (w pozycji środkowej) – B – D – F – 3 – H – J – L – 5 – N – P – R – 7 – T – V – X – Z .
Jeśli potrzeba, można zwiększyć odległość pomiędzy flagami kodu poprzez łączenie flag nie bezpośrednio, ale stosując pomiędzy nimi dodatkowe linki przedłużające odpowiedniej długości. Czasem też używa się więcej niż jednego kompletu flag. Jeśli wszystkie flagi nie mieszczą się – należy zrezygnować z ostatnich.

## Wielka gala flagowa
Podnoszą ją statki stojące w portach, bądź na kotwicy. Wymaga ona podniesienia łańcucha flag MKS, przebiegającego od dziobu do rufy przez topy wszystkich masztów, przy czym końce spiętych w łańcuch flaglinek zanurzone są w wodzie (przed dziobem i za rufą) – co symbolizować ma opasanie całej kuli ziemskiej, wraz ze statkiem. Ponadto na topach wszystkich masztów, ponad flagami kodu, podnosi się bandery narodowe. Ponadto na okrętach wojennych na dziobie podnosi się proporzec dziobowy.

## Mała gala flagowa
Podnoszą ją statki płynące na silniku. Istnieją dwie, wykluczające się wersje dotyczące wyglądu tej gali.
- Jedna – mówi że składają się na nią jedynie bandery ponad topami masztów (bez flag MKS!).
- Według wersji drugiej prócz bander ponad masztami występuje łańcuch flag MKS – przebiegający od prawej burty, przez top głównego masztu do lewej burty.

## Na lądzie
Gala flagowa bywa także podnoszona na lądzie na masztach sygnałowych przy przystaniach klubów żeglarskich czy w marinach.
Składa się wtedy z łańcucha flag MKS przebiegającego przez top w płaszczyźnie salingu (-rozpórki) tego masztu oraz bandery narodowej pod pikiem gafla.